# Mères françaises

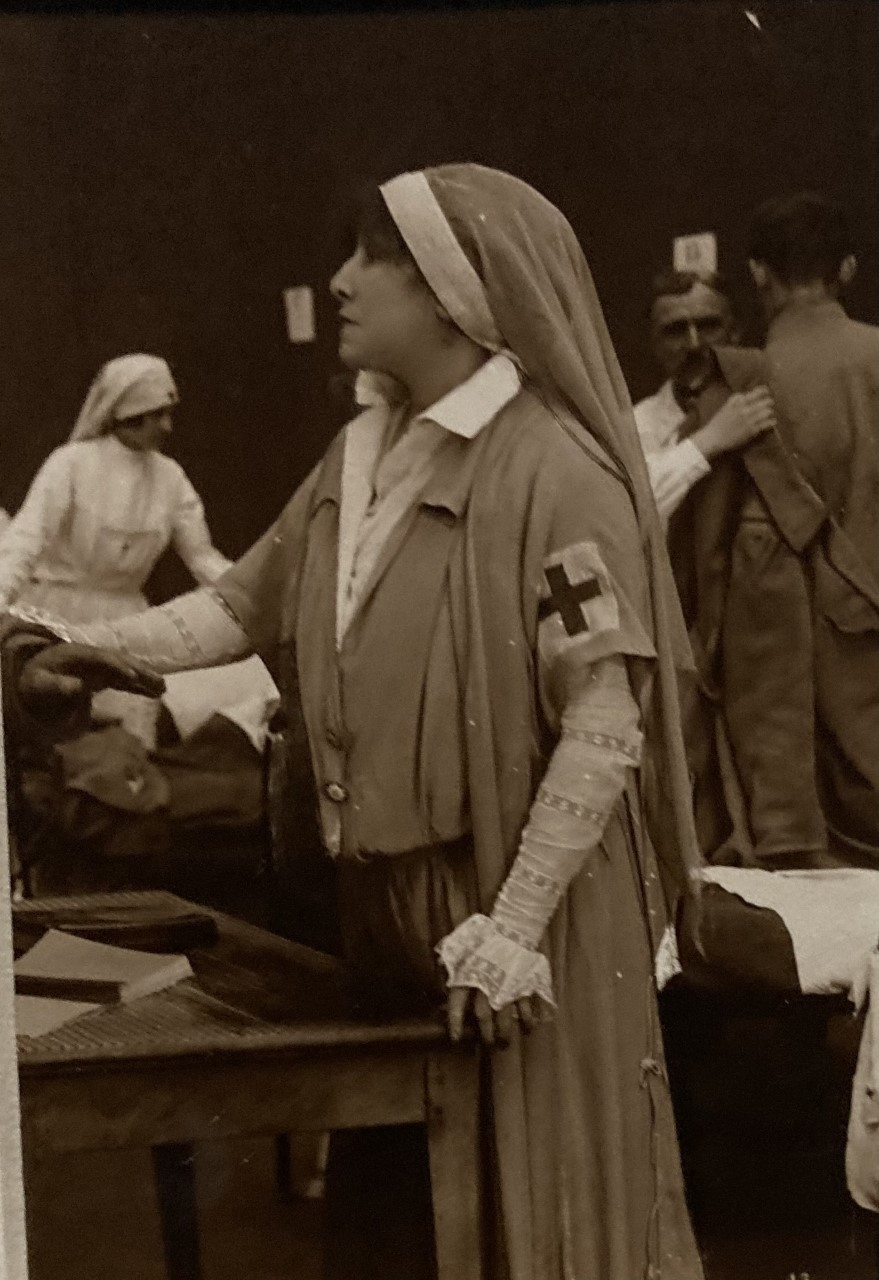
Sarah Bernhardt dans le rôle de l'infirmière Jeanne d'Urbès.

Mères françaises est un film français réalisé par René Hervil et Louis Mercanton, et sorti en 1917.

## Synopsis
Jeanne d'Urbès s'engage comme infirmière pendant la Grande Guerre, après la mort au combat de son mari et de son fils, et se consacre aux blessés.

## Fiche technique
- Titre : Mères françaises.
- Réalisation : René Hervil et Louis Mercanton.
- Scénario : scénario original de Jean Richepin.
- Société de production : Films Eclair.
- Pays de production : France.
- Format : noir et blanc - 1,33:1 - film muet - 35 mm.
- Date de sortie : 1917 (France).

## Distribution
- Sarah Bernhardt : Jeanne d'Urbès.
- Berthe Jalabert.
- Gabriel Signoret.
- Jean Signoret.
- Georges Melchior.